# 巨鹿路
巨鹿路是上海市跨黄浦区、静安区的一条街道，该路东西走向，东起金陵西路，西至常熟路。全长2290米，宽9.5米到17米。巨鹿路沿路传统上为住宅区。
巨鹿路原名巨籁达路（Rue Ratard），由上海法租界公董局修筑于1907年，当时属于越界筑路性质，以法国驻沪领事巨籁达命名。1943年汪精卫政权接收租界时改名钜鹿路。1966年改名巨鹿路。2023年的万圣夜，巨鹿路成為上海萬圣节氛围最浓的地方。

## 优秀历史建筑
- 景华新村，巨鹿路820弄，第二批上海市优秀历史建筑
- 刘吉生住宅及爱神花园 Joson T.Lieu's Residence（今上海市作家协会），巨鹿路675-681号，第三批上海市优秀历史建筑
- 亚细亚火油公司住宅，巨鹿路889号，第三批上海市优秀历史建筑
- 巨鹿路868~892号住宅,巨鹿路868~892号，第三批上海市优秀历史建筑
- 巨鹿路852弄1~8号、10号住宅，巨鹿路852弄1~8号、10号，第三批上海市优秀历史建筑
- 善导堂,巨鹿路709号，第五批上海市优秀历史建筑

## 其他
- 君王堂,巨鹿路361号

## 交会道路（东向西）
- 重庆中路
- 成都南路
- 瑞金一路
- 茂名南路
- 陕西南路
- 襄阳北路
- 富民路
- 常熟路